# Ron Curry (cestista 1993)
Ronald Lee Curry jr., detto Ron (Pennsauken, 12 luglio 1993), è un cestista statunitense.

## Palmarès
- Campionato ungherese: 1

Falco Szombathely: 2018-2019
- Campionato lettone: 1

VEF Rīga: 2021-2022
- Lega Lettone-Estone: 1

VEF Rīga: 2021-2022
- Coppa di Lettonia: 1

VEF Riga: 2022